# Electronic Entertainment Expo
Electronic Entertainment Expo (E³, E3), раніше відома як E³ Media and Business Summit — найбільша у світі щорічна виставка-шоу індустрії відеоігор. Тут розробники ігор, видавці, виробники програмного та апаратного забезпечення представляють відеоігри, гральні консолі, комп'ютерну електроніку та аксесуари. E3 проводиться з 1995 року асоціацією Entertainment Software Association і відбувається щорічно в червні в Виставковому центрі Лос-Анджелеса, штат Каліфорнія, США. У кінці 1990-х виставка двічі проводилася в Атланті, але мала там менший успіх і повернулася у Лос-Анджелес.
У першу чергу E³ — виставка для журналістів та любителів ігор, на відміну від професійної конференції розробників ігор Game Developers Conference (GDC), яка щорічно проходить в травні в Сан-Хосе, Каліфорнія. По завершенні кожної виставки якість представлених продуктів оцінюється незалежною комісією, яка роздає нагороди Game Critics Awards. Нагороджуються найкращі ідеї, ігри, презентації та ігрова електроніка, а також називаються найбільші розчарування з числа презентацій та продуктів.

## Історія
До E3 видавці відеоігор мали виставки, де представляли майбутні продукти, такі як Consumer Electronics Show (CES) та European Computer Trade Show. Найбільшою була CES, що відбувалася двічі на рік взимку і влітку, здебільшого в Чикаго. Проте вона зосереджувалася не на відеоіграх, а на побутовій техніці, хоча ринок відеоігор постійно зростав. Тим часом, як наслідок зацікавленості сенату США жорстокістю у відеоіграх, було створено організацію Interactive Digital Software Association (IDSA, пізніше відома як ESA). Вона була покликана регулювати розважальну індустрію, передусім відеоігрову, та об'єднувати численні компанії, що мають стосунок до її створення. В 1994 році виникла потреба заснувати власну виставку, на що пристали SEGA of America і Nintendo of America, які мали значний вплив на ринку відеоігор.
Перша виставка Electronic Entertainment Expo відбулася в Лос-Анджелесі 11-13 травня 1995 року. Її відвідало 50 000 людей. У 2006 році засновник E3 вирішив змінити формат виставки й перетворити величезне шоу, відвідуване десятками тисяч людей у закриту конференцію для обраних представників преси. Однак у 2009 році виставка повернулася до колишнього формату. У 2010 році виставка знову пройшла в Виставковому центрі Лос-Анджелеса.
Подальша популярність виставки поступово падала, цей процес пришвидшили карантинні заходи через пандемію COVID-19. У 2021 році E3 вперше відбулася в повністю онлайновому форматі, та виявилася збитковою. Заплановані на 2022 і 2023 роки заходи були скасовані. Звільнену нішу E3 зайняли інші заходи, такі як Summer Game Fest. Entertainment Software Association повідомила в 2023 році, що E3 більше не відбуватиметься в Лос-Анджелесі, проте виставка можливо повернеться в 2025 році в оновленому форматі. Зрештою, 12 грудня 2023 року ESA оголосило, що E3 буде остаточно припинено.
| Дата проведення                   | Місце проведення | Основні презентації | Додатково                                                              |
| --------------------------------- | ---------------- | --- | ---------------------------------------------------------------------- |
| 1995 (11-13 травня)               | Лос-Анджелес     | Електроніка: Neo Geo CD. Ігри: Battle Arena Toshinden, Ridge Racer, Panzer Dragoon, Virtua Fighter, D. | 50 000 відвідувачів                                                    |
| 1996 (16-18 травня)               | Лос-Анджелес     | Ігри: Resident Evil, Star Gladiator, Tekken 2, Crash Bandicoot, Nights into Dreams…, Tomb Raider, StarCraft (рання версія), Tobal No. 1, Final Fantasy VII. | 400 учасників                                                          |
| 1997 (19-21 червня)               | Атланта          | Ігри: Half-Life (рання версія), Unreal, Sin, Daikatana, Prey, Quake II, Star Wars Jedi Knight: Dark Forces II, Metal Gear Solid, Panzer Dragoon Saga, Superman. | 500 учасників 40 000 відвідувачів                                      |
| 1998 (28-30 травня)               | Атланта          | Ігри: Half-Life, Duke Nukem Forever, Prey, Blood II: The Chosen, Shogo: Mobile Armor Division, The Legend of Zelda: Ocarina of Time. | 70 000 відвідувачів                                                    |
| 1999 (13-15 травня)               | Лос-Анджелес     | Електроніка: Dreamcast, Dolphin (рання Nintendo GameCube). Ігри: NFL 2K, The House of the Dead 2, Bass Fishing, Soul Calibur, Perfect Dark, Donkey Kong 64, Crash Team Racing, Final Fantasy VIII, Dino Crisis, Ape Escape, Daikatana |                                                                        |
| 2000 (11-13 травня)               | Лос-Анджелес     | Електроніка: PlayStation 2, Xbox (рання версія), Game Boy Advance. Ігри: Metal Gear Solid 2: Sons of Liberty, Halo: Combat Evolved (рання версія), Marvel vs. Capcom 2: New Age of Heroes. | 450 учасників 45 000 відвідувачів                                      |
| 2001 (17-19 травня)               | Лос-Анджелес     | Електроніка: GameCube, Xbox. Ігри: Oddworld: Munch's Oddysee, Enclave, Jet Set Radio Future, Amped: Freestyle Snowboarding, Mad Dash Racing, Project Gotham Racing, Project Ego, Medal of Honor: Allied Assault, Dead or Alive 3, Gunvalkyrie, Halo: Combat Evolved, Luigi's Mansion, Pikmin, Wave Race: Blue Storm, Super Smash Bros. Melee, Super Mario Sunshine, Cel Damage, Eternal Darkness: Sanity's Requiem, Super Monkey Ball, Star Fox Adventures, Spaceworld, Sonic Adventure 2, Ooga Booga, Bomberman Online. | 400 учасників 62 000 відвідувачів                                      |
| 2002 (22-24 травня)               | Лос-Анджелес     | Електроніка: геймпад WaveBird Ігри: Blinx: The Time Sweeper, Tom Clancy's Splinter Cell, Dead to Rights, Unreal Championship, Panzer Dragoon Orta, Ninja Gaiden, B.C., Super Mario Sunshine, The Legend of Zelda: The Wind Waker, Metroid Prime, Star Fox Adventures, TimeSplitters 2, Resident Evil Zero, Wario World, Rayman 3: Hoodlum Havoc, Aggressive Inline, Phantasy Star Online, 1080° Avalanche, Colin McRae Rally 3, Ratchet & Clank, Sly Cooper and the Thievius Raccoonus, Red Dead Revolver, The Getaway, Kingdom Hearts, Doom 3, Age of Mythology, Warcraft III. | 400 учасників                                                          |
| 2003 (14-16 травня)               | Лос-Анджелес     | Електроніка: PlayStation Portable (вперше згадано) Ігри: Half-Life 2, Halo 2, The Sims 2, Call of Duty, Disney's Extreme Skate Adventure, Doom 3, The Movies, MTX: Mototrax featuring Travis Pastrana, Pitfall Harry, Rome: Total War, Spider-Man 2, Tony Hawk's Underground, True Crime: Streets of L.A., Vampire: The Masquerade — Bloodlines, X-Men Legends, Resident Evil 4, Battlefield 1942: Secret Weapons of WWII, Bionicle, Black & White 2, Everything or Nothing, FIFA 2004, Metal Gear Solid 3: Snake Eater, Metal Gear Solid: The Twin Snakes, Silent Hill 3, Teenage Mutant Ninja Turtles, Final Fantasy X-2, Final Fantasy XI Online, Star Ocean: 'Til the End of Time, World of Warcraft. | 400 учасників 60 000 відвідувачів                                      |
| 2004 (11-13 травня)               | Лос-Анджелес     | Електроніка: PlayStation Portable, Nintendo DS Ігри: Halo 2 (мультиплеєр), The Legend of Zelda: Twilight Princess, F.E.A.R., Call of Duty: Finest Hour, Call of Duty: United Offensive, Dead Rush, Doom 3, Lemony Snicket's A Series of Unfortunate Events, The Movies, Rome: Total War, Shark Tale, Shrek 2, Spider-Man 2, Tony Hawk's Underground 2, Vampire: The Masquerade — Bloodlines, X-Men Legends, Unreal Tournament 2004, The Witcher, Call of Cthulhu: Dark Corners of the Earth, Dragon Age, Starcraft: Ghost, World of Warcraft, Battlefield 2, Battlefield: Modern Combat, Black & White 2, Burnout 3, Star Wars Battlefront, Star Wars: Knights of the Old Republic II — The Sith Lords, Star Wars: Republic Commando, Fable. | 400 учасників 65 000 відвідувачів                                      |
| 2005 (18-20 травня)               | Лос-Анджелес     | Електроніка: PlayStation 3 (неграбельна), Revolution (рання Wii), Game Boy Micro, Xbox 360. Ігри: Age of Empires III, Alan Wake, Black & White 2, Battlefield 2, Call of Duty 2, Civilization IV, Company of Heroes, Dungeons & Dragons Online: Stormreach, The Elder Scrolls IV: Oblivion, Enemy Territory: Quake Wars, Fable: The Lost Chapters, F.E.A.R., Half-Life 2: Lost Coast, Hitman: Blood Money, The Lord of the Rings Online: Shadows of Angmar, Prey, Quake 4, Spore, Star Wars: Empire at War, Unreal Tournament 2007, The Witcher. | 400 учасників 70 000 відвідувачів                                      |
| 2006 (10-12 травня)               | Лос-Анджелес     | Електроніка: PlayStation 3, Wii. Ігри: Halo 3, Mass Effect, Grand Theft Auto IV, Hitman: Blood Money, Fable II, Gears of War, Sonic the Hedgehog, The Legend of Zelda: Twilight Princess, Super Smash Bros. Brawl, Metroid Prime 3: Corruption, Super Mario Galaxy, Sonic and the Secret Rings, Dragon Quest Swords: The Masked Queen, Tower of Mirrors, Final Fantasy Crystal Chronicles: The Crystal Bearers, Fire Emblem: Radiant Dawn, Red Steel, Disaster: Day of Crisis, Project H.A.M.M.E.R., Excite Truck, Warhawk, Eyedentify, Final Fantasy XIII, MotorStorm, Vision Gran Turismo, and Genji: Days of the Blade, Metal Gear Solid: Portable Ops, Crisis Core: Final Fantasy VII, Killzone: Liberation, Ratchet & Clank: Size Matters, Tekken 5: Dark Resurrection, LocoRoco, Monster Hunter Freedom, Gangs of London, Valkyrie Profile: Lenneth, Sonic Rivals, Silent Hill: Origins, Lemmings, Ridge Racer. | 400 учасників 60 000 відвідувачів                                      |
| 2007 (11-13 липня)                | Санта-Моніка     | Електроніка: Wii Balance Board, Wii Zapper, Wii Wheel Ігри: Halo 3, Halo Wars, Sid Meier's Civilization Revolution, Fallout 3, BioShock, Call of Duty 4: Modern Warfare, Assassin's Creed (Xbox 360), Crysis (ПК), De Blob, Contra 4, Metroid Prime 3: Corruption, Metal Gear Solid 4: Guns of the Patriots, Gran Turismo 5, Resident Evil 5, Star Wars: The Force Unleashed, Heavenly Sword, Killzone 2, Ratchet & Clank Future: Tools of Destruction, Uncharted: Drake's Fortune, Burnout Paradise, Silent Hill 5. | 33 учасника 10 000 відвідувачів                                        |
| 2008 (15-17 липня)                | Санта-Моніка     | Електроніка: Wii MotionPlus. Ігри: Fallout 3, Gears of War 2, Fable II, Resident Evil 5, Saints Row 2, Resistance 2, Ratchet & Clank Future: Quest for Booty, God of War III, Assassin's Creed, Fight Night, Resistance: Fall of Man. | 39 учасників 5 000 відвідувачів                                        |
| 2009 (2-4 червня)                 | Лос-Анджелес     | Електроніка: PlayStation Move, Kinect (як Project Natal). Ігри: Crysis 2, Halo: Reach, New Super Mario Bros. Wii, Golden Sun: Dark Dawn, Wii Vitality Sensor, WarioWare D.I.Y., Wii Fit Plus, Super Mario Galaxy 2, Metroid: Other M, Final Fantasy XIV, ModNation Racers, Metal Gear Solid: Peace Walker, Supreme Commander 2, Halo 3: ODST, Front Mission Evolved, Mafia 2, Star Wars: The Old Republic. | 216 учасників 41 000 відвідувачів                                      |
| 2010 (15-17 червня)               | Лос-Анджелес     | Електроніка: Kinect, Xbox 360 S, PlayStation Move. Ігри: Saints Row: The Third, Red Faction: Armageddon, Kingdom Hearts 3D, Fallout: New Vegas, Hunted: The Demon's Forge, Rage, Dead Rising 2, Resident Evil: Revelations, Tron Evolution, Battlefield: Bad Company 2 Vietnam, Bulletstorm, Crysis 2, Dead Space 2, The Sims 3, Silent Hill 8, Metal Gear Solid: Rising, The Force Unleashed II, Fable III, Gears of War 3, Halo: Reach, Vanquish, Deus Ex: Human Revolution, Final Fantasy XIV, Lara Croft and the Guardian of Light, Warhammer 40,000: Dark Millennium Online, Warhammer 40,000: Space Marine, Homefront, Portal 2, F.E.A.R. 3, Mortal Kombat. | 300 учасників 45 600 відвідувачів                                      |
| 2011 (7-9 червня)                 | Лос-Анджелес     | Електроніка: Wii U. Ігри: BioShock Infinite, Mass Effect 3, Deus Ex: Human Revolution, Far Cry 3, Assassin's Creed: Revelations, Gears of War 3, Forza Motorsport 4, Prototype 2, Tomb Raider, SSX, Tom Clancy's Ghost Recon: Future Soldier, Prey 2, Uncharted 3: Drake's Deception, Sonic Generations, Need for Speed: The Run, Rage, WWE '12, The Elder Scrolls V: Skyrim, Hitman: Absolution, Halo 4, Halo: Combat Evolved Anniversary Edition. | 200 учасників 46 800 відвідувачів                                      |
| 2012 (5-7 червня)                 | Лос-Анджелес     | Ігри: Borderlands 2, NBA 2K13, Spec Ops: The Line, XCOM: Enemy Unknown, Call of Duty: Black Ops II, Transformers: Fall of Cybertron, Dishonored, The Elder Scrolls Online, Resident Evil 6, DmC: Devil May Cry, Lost Planet 3, Command & Conquer: Generals 2, Crysis 3, Dead Space 3, Need for Speed: Most Wanted, Star Wars 1313, Aliens: Colonial Marines, The Last of Us, Darksiders II, Assassin's Creed III, Far Cry 3, Watch Dogs. | 200 учасників 45 700 відвідувачів                                      |
| 2013 (11-13 червня)               | Лос-Анджелес     | Ігри: Brothers: A Tale of Two Sons, Call of Duty: Ghosts, Deadpool, Destiny, Daylight, The Evil Within, Wolfenstein: The New Order, Dead Rising 3, Saints Row IV, Battlefield 4, Dragon Age: Inquisition, Quantum Break, Dark Souls II, Titanfall, Bayonetta 2, Total War: Rome II, The Last of Us, The Order: 1886, Final Fantasy XV, Lightning Returns: Final Fantasy XIII, Dynasty Warriors 8, Assassin's Creed IV: Black Flag, Watch Dogs, Batman: Arkham Origins, Dying Light, Transistor, The Witcher 3: Wild Hunt, Killer is Dead. | 230 учасників 48 200 відвідувачів                                      |
| 2014 (10-12 червня)               | Лос-Анджелес     | Ігри: Forza Horizon 2, Rise of the Tomb Raider, Evolve, Dragon Age: Inquisition, Sunset Overdrive, Project Spark, Ori and the Blind Forest, Halo 5: Guardians, Scalebound, Assassin's Creed Unity, Call of Duty Advanced Warfare, The Witcher 3: Wild Hunt, Grand Theft Auto V, Dead Island 2, No Man's Sky, Destiny, Mortal Kombat X, Far Cry 4, Batman: Arkham Knight, Metal Gear Solid V: The Phantom Pain, Xenoblade Chronicles X, Final Fantasy XIV: A Realm Reborn. | 200 учасників 48 900 відвідувачів                                      |
| 2015 (16-18 червня)               | Лос-Анджелес     | Електроніка: Project Morpheus VR, оновлений геймпад Xbox One. Ігри: DOOM, Dishonored 2, Fallout 4, Mass Effect: Andromeda, Need for Speed, FIFA 16, Star Wars: Battlefront, Halo 5, Gears of War 4, South Park: The Fractured But Whole, For Honor, Anno 2205, Assassin's Creed: Syndicate, Horizon Zero Dawn, Final Fantasy VII (ремейк), Deus Ex: Mankind Divided, Kingdom Hearts III. | 300+ учасників 52 200 відвідувачів                                     |
| 2016 (14-16 червня)               | Лос-Анджелес     | Електроніка: Xbox One S, Project Scorpio, підтримка віртуальної реальності в численних відеоіграх. Ігри: Deus Ex: Mankind Divided (демо), Titanfall 2, Battlefield 1, Mass Effect: Andromeda (трейлер розробки), Gears of War 4, Halo Wars 2, Inside, Killer Instinct, ReCore, Scalebound, Sea of Thieves, Dead Rising 4, State of Decay 2, Forza Horizon 3, Prey, Quake Champions, Dishonored 2, Mafia III, Warhammer 40000: Dawn of War III, Gwent: The Witcher Card Game, Injustice 2, Tyranny, Resident Evil 7. | 250+ учасників 70 300 відвідувачів                                     |
| 2017 (13-15 червня)               | Лос-Анджелес     | Електроніка: Xbox One X, Sony PlayLink. Ігри: Metroid Prime 4, Super Mario Odyssey, God of War, Call of Duty WWII, Destiny 2, Far Cry 5, Beyond Good and Evil 2, Skull & Bones, Assassin's Creed Origins, Forza Motorsport 7, Wolfenstein II, The Evil Within 2, Fallout 4 VR, DOOM VFR, Crackdown 3, Anthem, FIFA 18, Star Wars Battlefront 2, Madden 18, A Plague Tale: Innocence, Need for Speed Payback. | 68 400 відвідувачів                                                    |
| 2018 (12-14 червня)               | Лос-Анджелес     | Ігри: Cyberpunk 2077, Fallout 76, The Elder Scrolls VI, Dying Light 2, Metro Exodus, Assassin's Creed Odyssey, Battlefield V, Shadow of the Tomb Raider, Borderlands 3, Just Cause 4, Hitman 2, Anthem, Death Stranding, Devil May Cry 5, Doom Eternal, Dragon Quest XI, Forza Horizon 4, Gears 5, Halo Infinite, Kingdom Hearts 3, The Last of Us Part II, Nioh 2, Rage 2, Resident Evil 2 Remake, Spider-Man, The Surge 2, Wolfenstein: Youngblood, We Happy Few. | 69 200 відвідувачів                                                    |
| 2019 (11-13 червня)               | Лос-Анджелес     | Електроніка: Project Scarlett (Xbox наступного покоління). Ігри: Star Wars Jedi: Fallen Order, Halo Infinite, Cyberpunk 2077, Marvel's Avengers, Doom Eternal, Fallout 76: Nuclear Winter, Deathloop, Gears 5, Blair Witch, Battletoads, Wolfenstein: Youngblood, Lego Star Wars: The Skywalker Saga, Deathloop, Watch Dogs: Legion, Borderlands 3, The Outer Worlds, Final Fantasy 7 Remake, Final Fantasy 8 Remastered, Tom Clancy's Ghost Recon Breakpoint, Tom Clancy's The Division 2, Phantasy Star Online 2. | 66100 відвідувачів                                                     |
| 2020 (планувалася на 9-11 червня) | Лос-Анджелес     | - | було скасовано через пандемію COVID-19                                 |
| 2021 (12-15 червня)               | онлайн           | Електроніка: - Ігри: Starfield, S.T.A.L.K.E.R. 2: Heart of Chernobyl, Back 4 Blood, Contraband, Sea of Thieves (нова кампанія), Battlefield 2042, 12 Minutes, Psychonauts 2, Somerville, Halo Infinite, A Plague Tale — Requiem, Far Cry 6, Slime Rancher 2, Atomic Heart, Age of Empires IV, Replaced, The Outer Worlds 2, Forza Horizon 5, Redfall | проводилася під назвою Electronic Entertainment Experience 2021 онлайн |
| 2022                              | онлайн           | Скасовано через пандемію COVID-19 | відбулася онлайн                                                       |
| 2023                              |                  | Скасовано через малу кількість заявок на участь. |                                                                        |

## Галерея

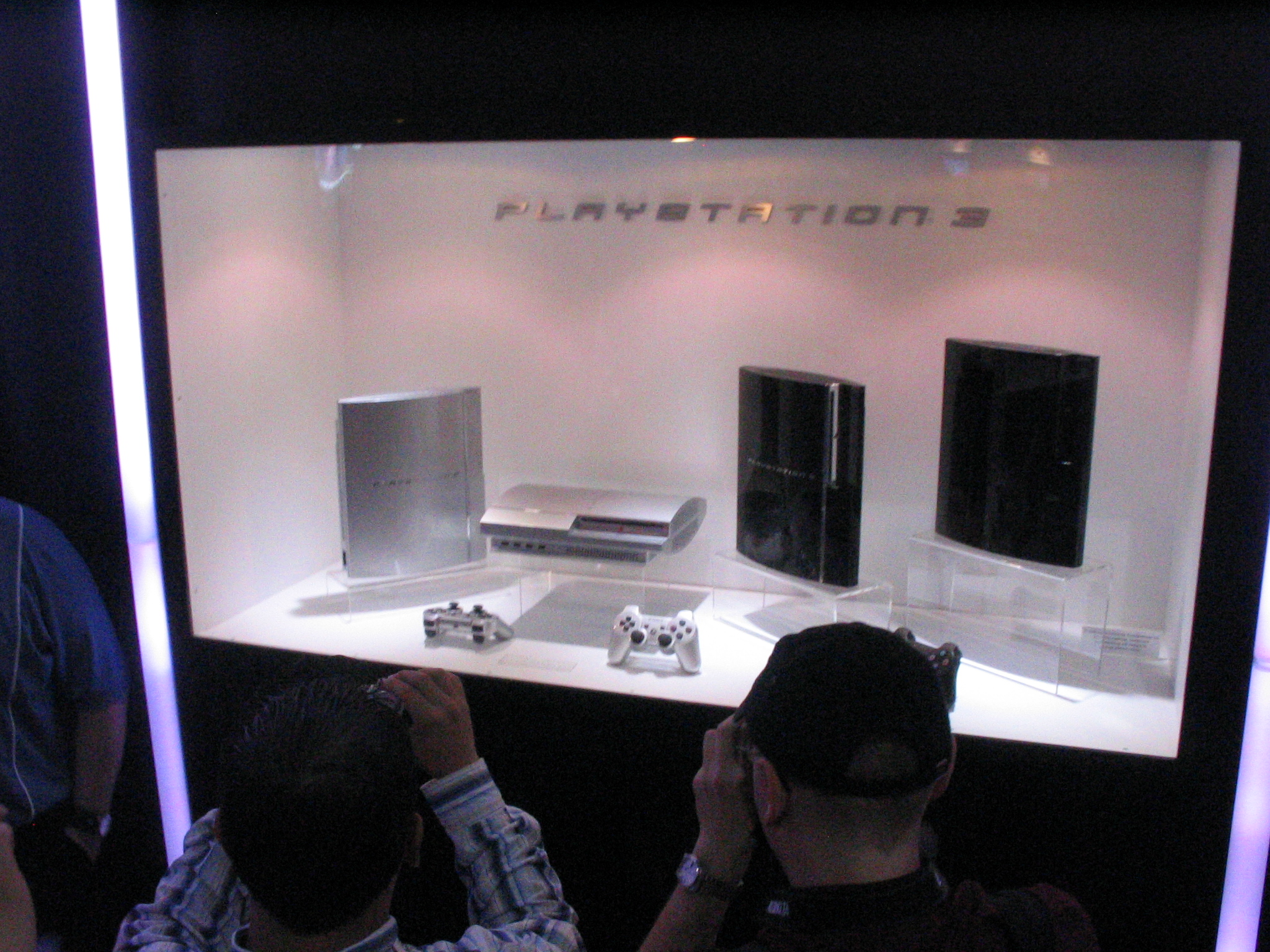
Презентація консолі PlayStation 3 (Е³ 2006)
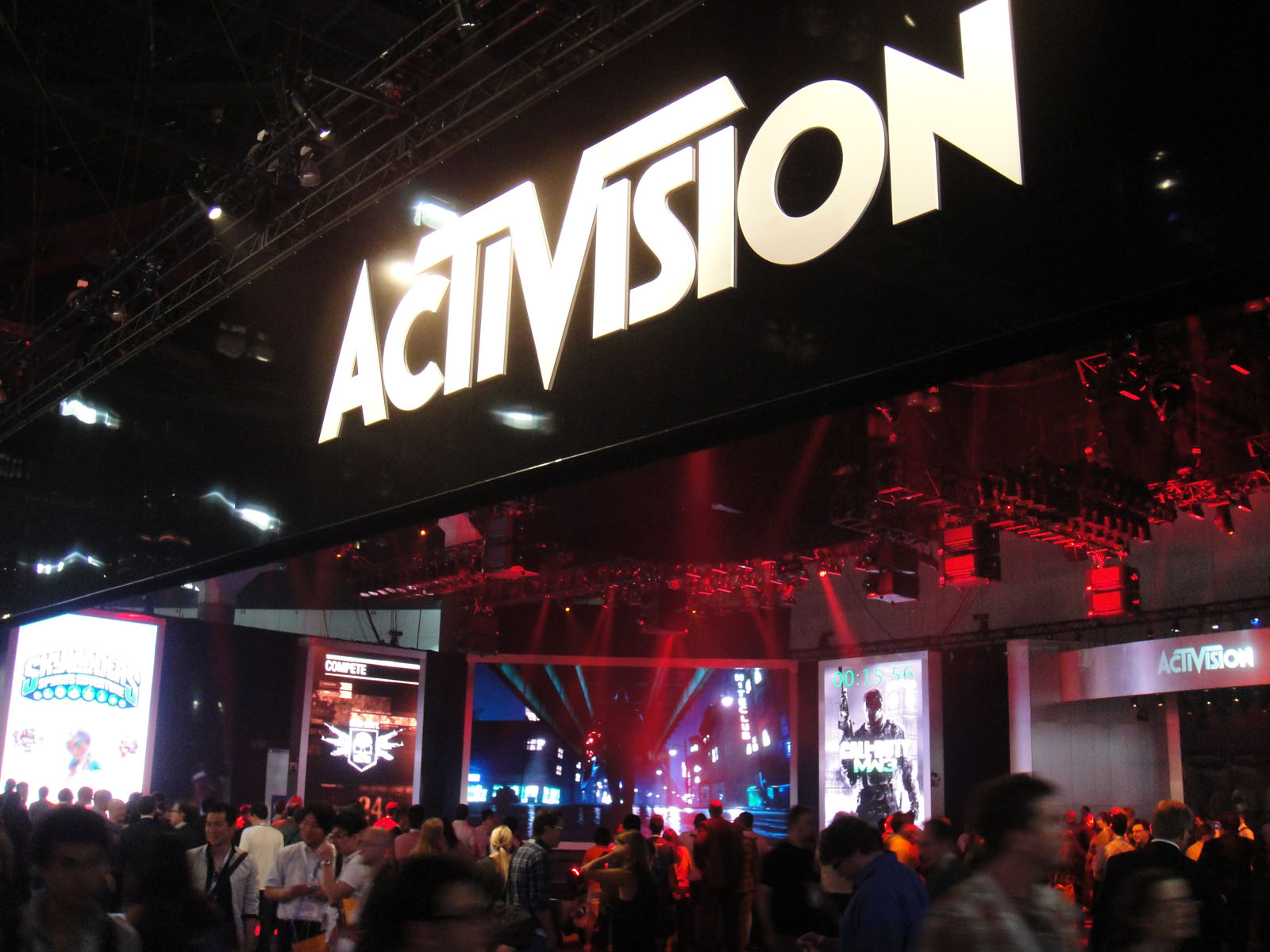
Павільйон компанії Activision (Е³ 2011)
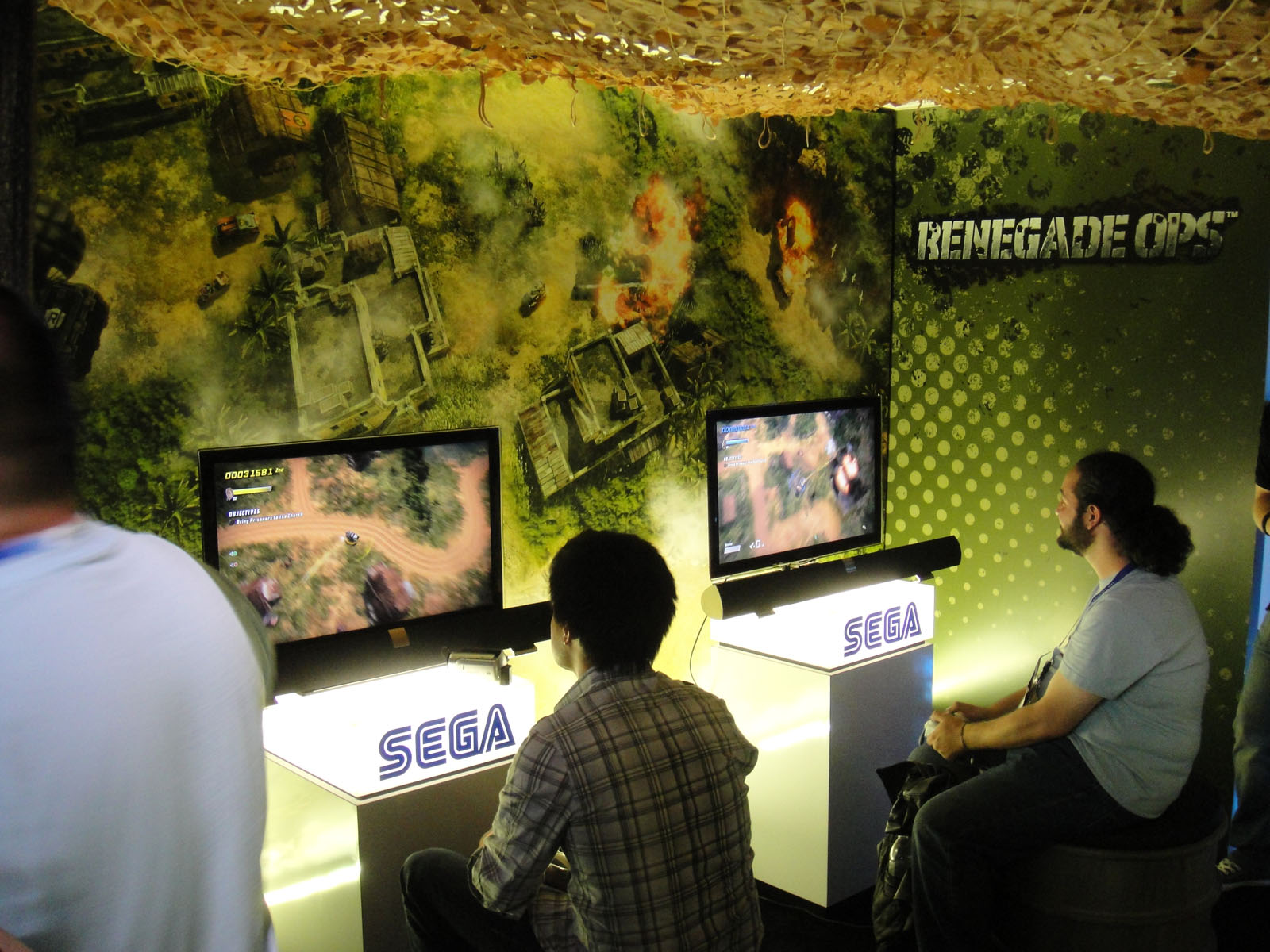
Тест демо-версій ігор (Е³ 2011)
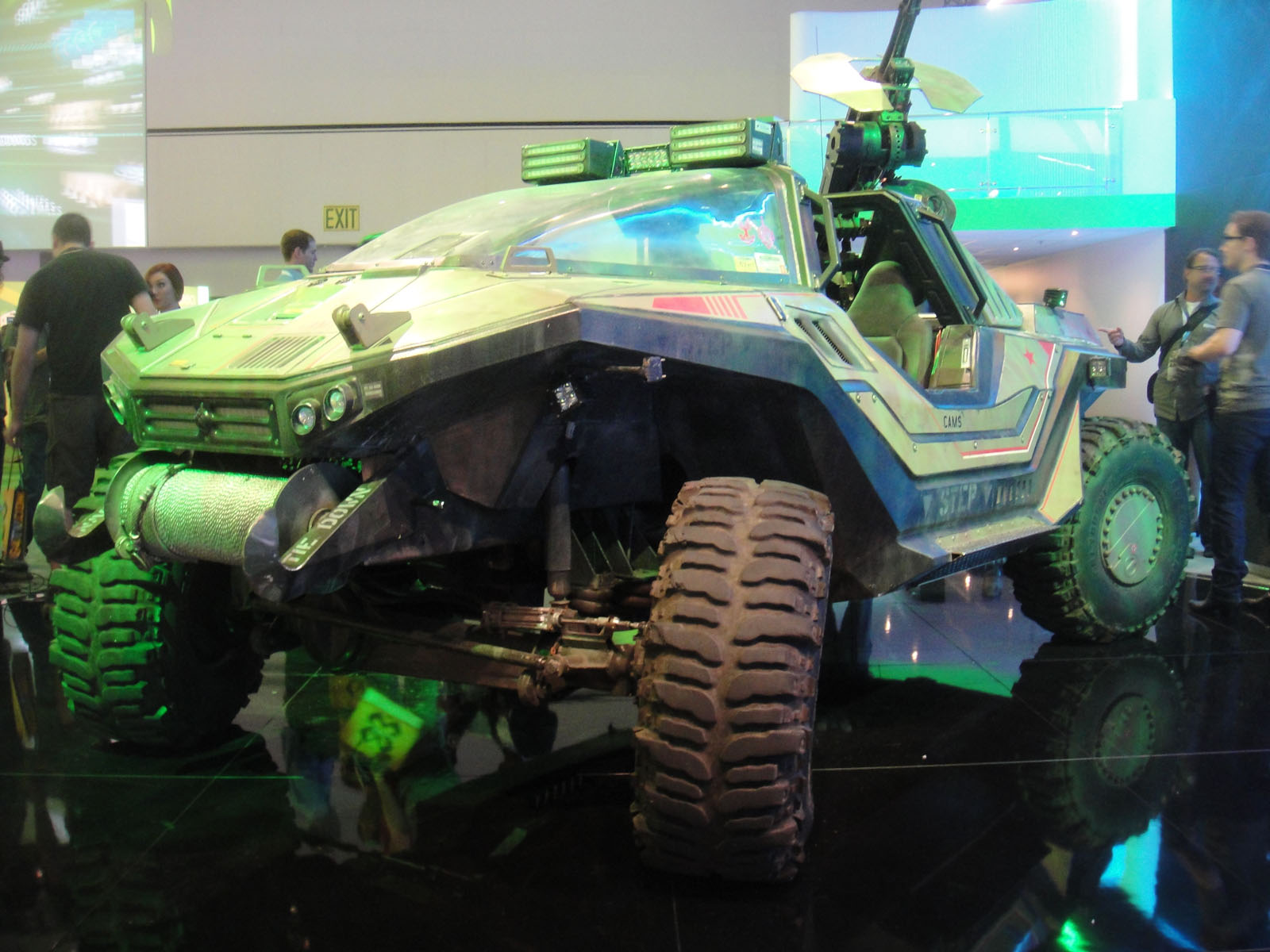
Інсталяція, присвячена грі Halo 4 (Е³ 2012)
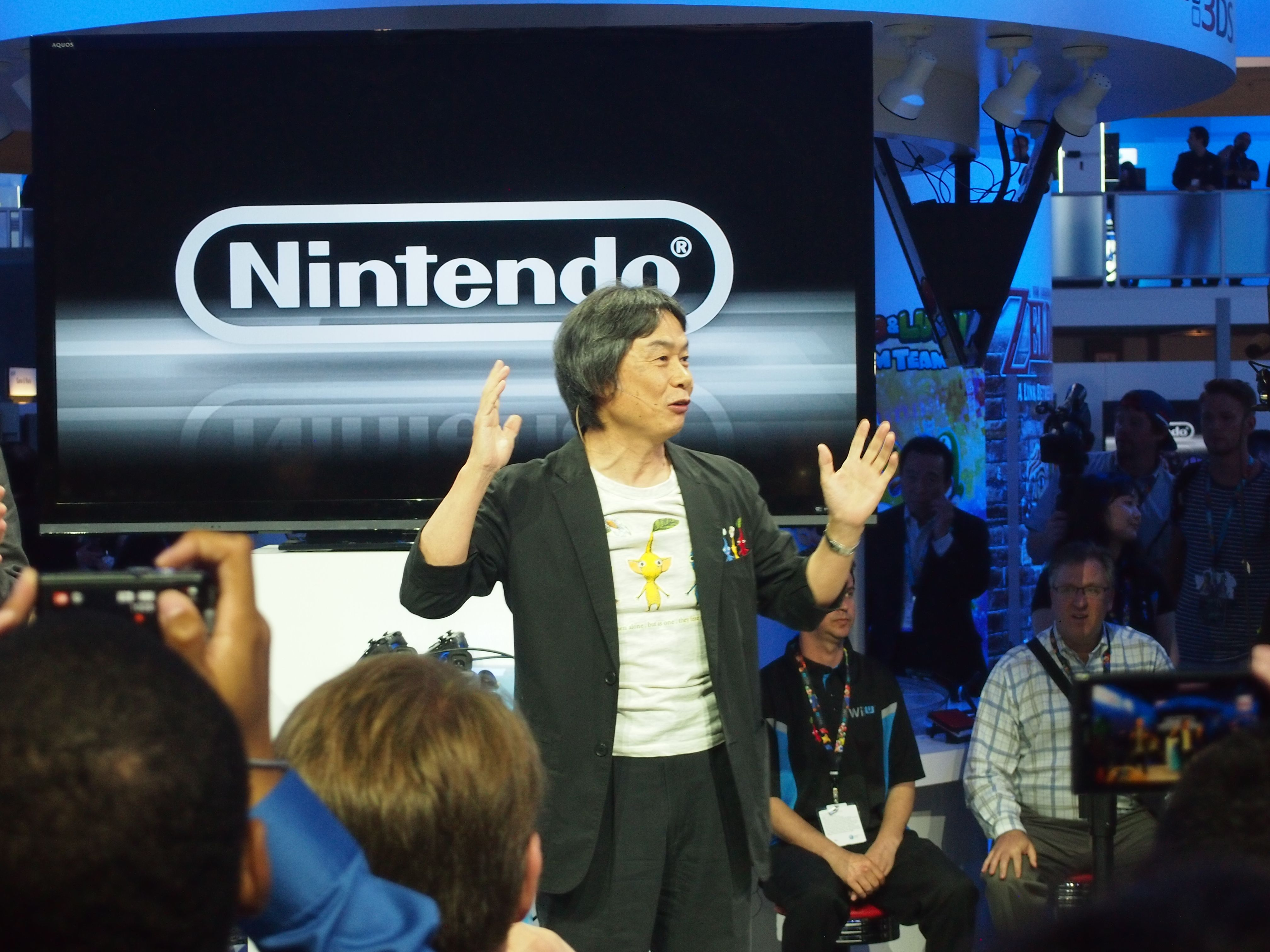
Презентація компанії Nintendo (Е³ 2012)
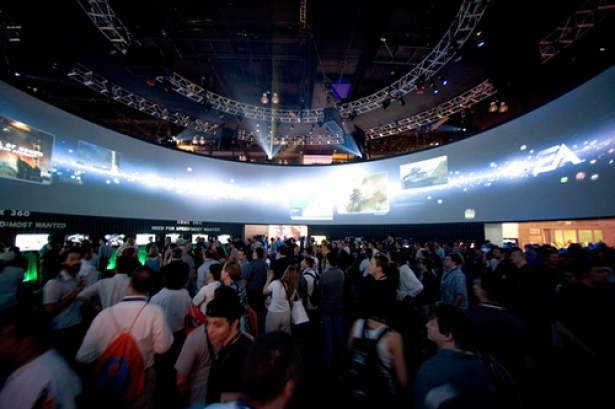
Презентація компанії EA (Е³ 2014)
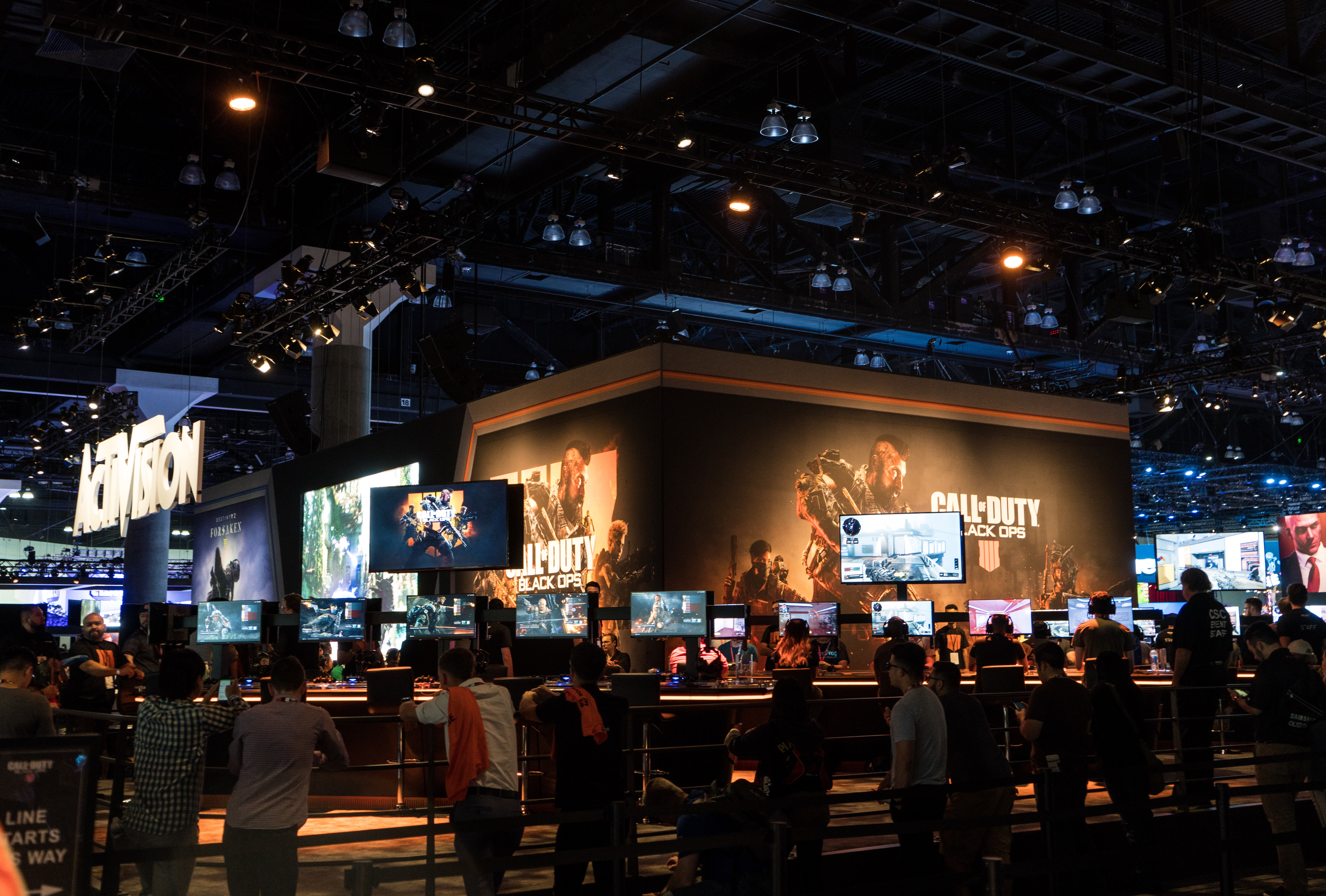
Павільйон компанії Activision (Е³ 2018)
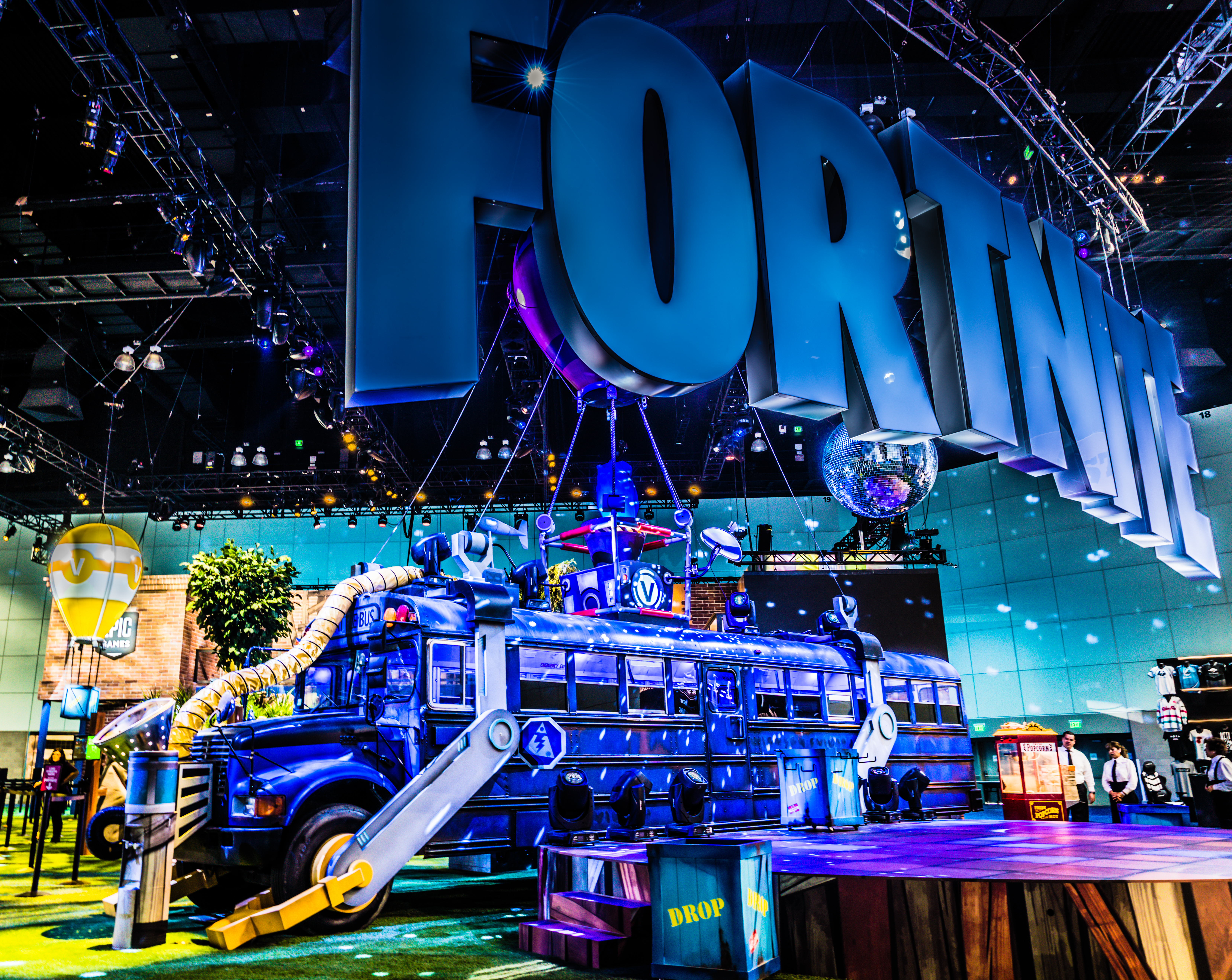
Стенд гри Fortnite (Е³ 2018)
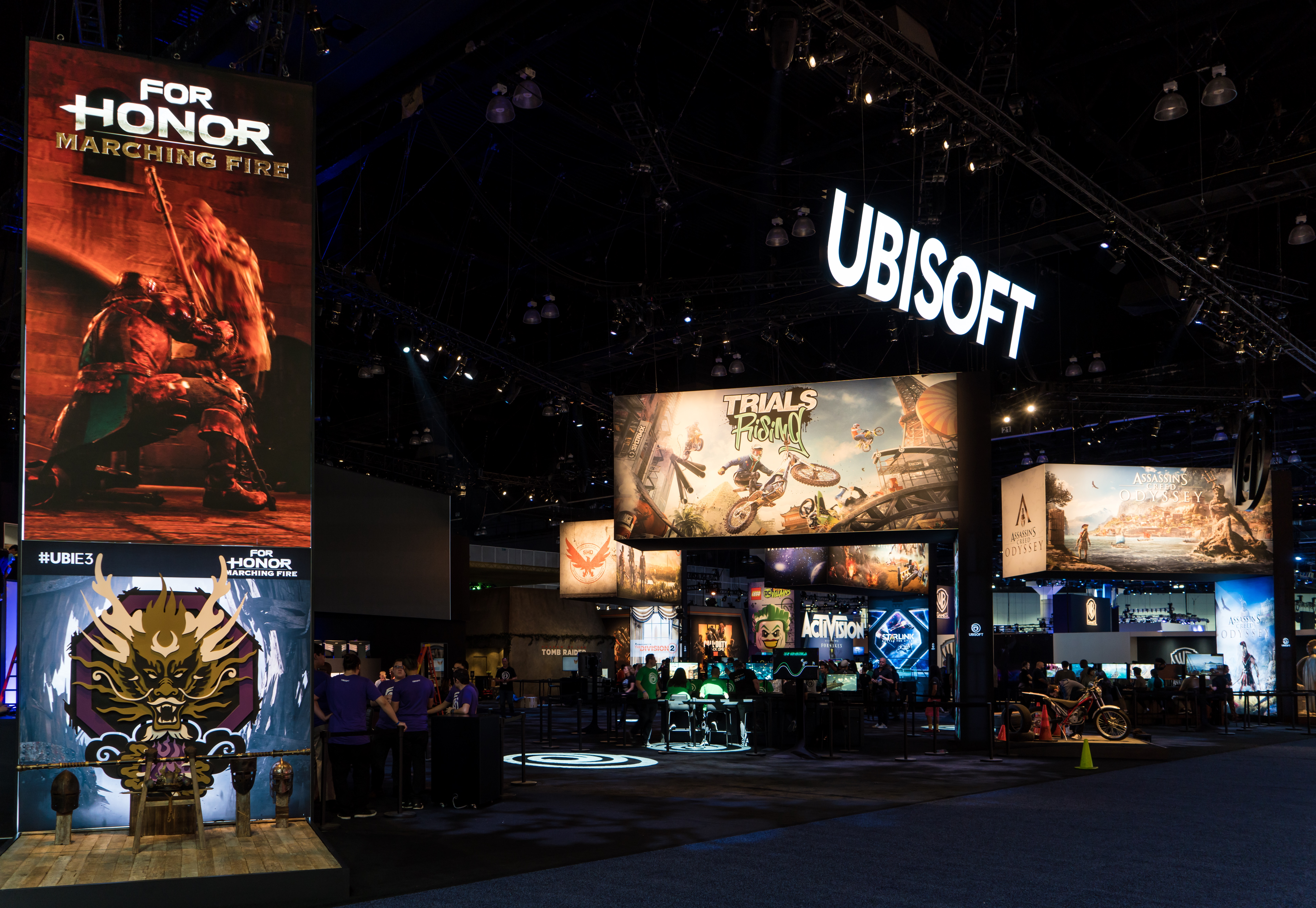
Павільйон компанії Ubisoft (Е³ 2018)
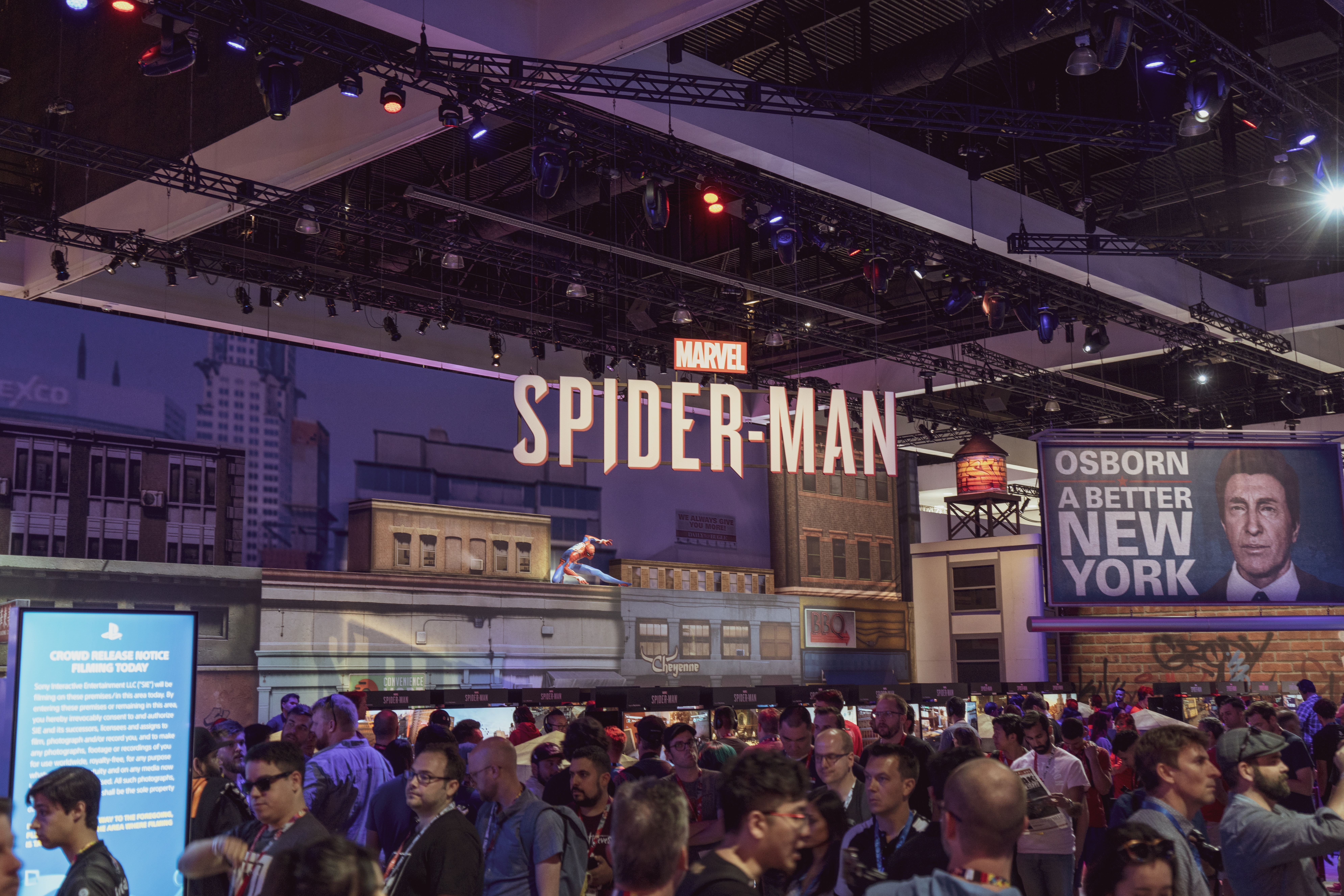
Стенд гри Marvel's Spider-Man від Sony (Е³ 2018)